# 林浦海
林 浦海（はやし の うらうみ、生没年不詳）は、奈良時代の官人。姓は連。官位は外従五位下・主計助。

## 経歴
桓武朝の延暦4年（785年）6月に皇后宮に瑞鳥の赤雀が現れたことを賀して、佐伯今毛人・笠名麻呂・藤原真作・安倍広津麻呂ら皇后宮職の諸官人が昇叙され、大属の阿閉間人人足とともに、少属の浦海も正六位上から外従五位下に叙せられる。同年8月に少属から大属に昇進した。翌延暦5年（786年）主計助に遷るが、延暦7年（788年）安芸介として地方官に転じた。延暦8年（789年）皇太后・高野新笠、延暦9年（790年）皇后・藤原乙牟漏のそれぞれの喪葬に際して、陵墓造営の役夫に糧食などを支給する養民司を務めている。

## 官歴
『続日本紀』による。
- 時期不詳：正六位上。皇后宮少属
- 延暦4年（785年） 6月18日：外従五位下。8月14日：皇后宮大属
- 延暦5年（786年） 正月28日：主計助
- 延暦7年（788年） 2月28日：安芸介
- 延暦8年（789年） 12月29日：養民司（皇太后・高野新笠崩御）
- 延暦9年（790年） 閏3月11日：養民司（皇后・藤原乙牟漏崩御）